# 安妮卡·索倫斯坦
安妮卡·夏洛塔·索倫斯坦（1970年10月9日—），瑞典/美国女子職業高爾夫球運動員，也是史上最成功的女子高爾夫球運動員之一，她曾贏過90場國際職業球賽，包括10次四大賽冠軍與72座LPGA巡迴賽錦標。在LPGA史上贏得最多的獎金達兩千兩百萬美金 – 遠超她最近的對手近八百萬美金，自2006年以後，索倫斯坦同時擁有美國與瑞典雙國籍。
索倫斯坦是「年度最佳球員」八年紀錄保持者，並獲頒六次年度平均最低桿數瓦利獎（Vare Trophy）紀錄榮耀，是唯一女性球員在比賽中擊出59桿的，在她擁有的多項記錄中包括2004年度平均的最低68.6969桿。
在1994到2007年間，索倫斯坦代表歐洲隊參加索爾海姆盃（Solheim Cup）錦標賽時總是領先得分。不僅如此，2003年還參加1945年來未有女性參賽的美國銀行殖民盃（The Bank of American Colonial Tournament）男子PGA錦標賽。
正如同成名男選手有著類似的稱呼：國王（阿諾德·帕爾默），金熊（傑克·尼克勞斯）和老虎（伍茲）。索倫斯坦通常被簡稱為「安妮卡」，她在球場以外興趣包含成立安妮卡高爾夫學院，高爾夫球場設計，安妮卡品牌相關產品與擁有一個慈善基金會。

## 童年佚事與業餘生涯
索倫斯坦出生於瑞典斯德哥爾摩附近的烏普蘭斯布羅市，父親湯姆為IBM退休經理人，母親鞏妮拉在銀行工作，與妹妹夏綠蒂 (Charlotta Sörenstam) 同為LPGA職業高爾夫球選手兼安妮卡高爾夫學院教練。夏綠蒂與索倫斯坦是唯一收入超過一百萬美金的LPGA姐妹檔。
幼年時的索倫斯坦，就已展現全方位運動選手的風範。她是全國青少年網球選手，玩足球，甚至滑雪教練還建議他們全家搬到瑞典北部以便切搓滑雪技術。
從12歲起開始轉移重心到高爾夫球，跟妹妹共用一套高球桿，索倫斯坦用奇數桿而夏綠蒂使用偶數桿。在那段期間索倫斯坦還贏得54桿的障礙賽成績。教練們發現了她在果嶺上總是小心翼翼的推三桿以避免勝球時的採訪，教練們只好在下回比賽後改請冠軍與第二名同時發表勝出心得。
她的業餘生涯成就包括在英國的圣鲁尔杯（St. Rule Trophy）勝出，在瑞典的國家母姐盃得到第二名, 1987-1992年成為瑞典國家代表隊選手。在1990與1992年奪得Espirito Santo Trophy業餘高爾夫錦標賽，成為1992年世界業餘選手冠軍。然後在等待上大學時的一段瑞典PGA工讀期間，她參加了Swedish Ladies Telia Tour, 於1990-1991年間贏得三場冠軍。

## 職業生涯

### 1990年
LPGA巡回赛冠军
- 1995年：美國女子公開賽、GHP心田精英賽、三星世界錦標賽。
- 1996年：美國女子公開賽、貝特西金精英賽、三星世界錦標賽。
- 1997年：克萊斯勒普利矛斯錦標賽、夏威夷女子公開賽、郎思藥業挑戰賽、米查羅布燈精英賽、貝特西金精英賽、ITT LPGA 巡迴錦標賽。
- 1998年：米查羅布燈精英賽、索萊特LPGA精英賽、日本航線大蘋果精英賽、薩菲克精英賽。
- 1999年：米查羅布燈精英賽、新艾巴尼精英賽。

## 职业生涯亮点
- 89次職業球賽冠軍 - 含72次LPGA巡迴賽冠軍與10大賽冠軍。
- 2001年打出最低51桿成績。
- 2003年因對女子高爾夫球的貢獻而獲頒 Patty Berg Award。
- 2003年進入世界高爾夫名人堂。
- 2004年一季平均最低桿68.69桿紀錄。
- 2005, 2006榮獲ESPY年度最佳運動員頭銜。
- 首位LPGA選手獎金收入超過兩千萬美金門檻。
- 8次榮膺Rolex年度最佳球員獎(1995, 1997-1998, 2001-2005)。
- 6次獲頒年度平均最低桿數瓦利獎(1995-1996, 1998, 2001-2002, 2005)。

## 外部連結
- Annika Sörenstam official webpage （页面存档备份，存于）
- ESPY Excellence in sports performance and achievements （页面存档备份，存于）
- LPGA biography page （页面存档备份，存于）
- LET biography page